# Tahar El Khalej
Tahar El Khalej (in arabo الطاهر الخلج‎?; Marrakech, 16 luglio 1968) è un ex calciatore marocchino, di ruolo difensore.

## Biografia
Anche i suoi figli Tahar e Yassine sono calciatori.

## Palmarès

### Club

#### Competizioni nazionali
- Coppa del Marocco: 2

Kawkab de Marrakech: 1990-1991, 1992-1993